# Днепренко, Ирина Константиновна
Ирина Константиновна Днепренко (17 января 1955, Киев — 14 сентября 2022, Киев) — украинский телережиссёр и педагог. Режиссёр украинской телепередачи «Катрусин кинозал» Член Национального Союза кинематографистов Украины. За период творческой деятельности создано Ириной Днепренко более 1000 телевизионных программ..

## Биография
Родилась 17 января 1955 года в Киеве.
Вся творческая жизнь Ирины Константиновны связана с украинским телевидением (УТ-1 , УТ-2). С 16 лет начинала работать помощником режиссёра, была ассистентом первой «цветной» передачи «Известия» (до этого передача выходила в черно-белом изображении).
Как режиссёр работала над выпусками телепередач «Новости», «День за днем», «Спокойной ночи, дети», «Катрусин кинозал», а также создала циклы программ — «Для маленькой компании», «Встретимся в 17» (позже переименовано в «Канал Д»).
В 2000—2004 годах на телеэкраны выходит еженедельная телепрограмма «Золотая фортуна» (УТ-1 , ТРК «Киев»).
Получила должность профессор и была первой со дня создания заведующей кафедрой «Кино-, Телеискусства» в Институте телевидения, кино и театра, Киевского Международного Университета. Занимала должность первого проректора Института экранных искусств имени Ивана Миколайчука.
Президент Всеукраинского международного конкурса-фестиваля «Молодое телевидение» имени Вадима Чубасова.
Являлась одним из экспертов в учебно-социальном проекте «Телеакадемия».
Общий стаж работы на телевидении — более 36 лет, из них более 16 лет — педагогический стаж.
Умерла 14 сентября 2022 года.

## Образование
Окончила Киевский государственный институт театрального искусства имени Ивана Карпенко-Карого (мастерская Вадима Львовича Чубасова).

## Известные ученики
Подготовила как специалистов немало телевизионщиков. Среди них, в частности, телевизионщик — Александр Жеребко.

## Семья
- Мама — Рената Король (1955—2009) — советская и украинская киноредактор и телесценаристка. Заслуженный работник культуры Украины (2002).
- Сестра — актриса, режиссёр, педагог и медиаэксперт Наталья Днепренко[18][19][20].